# Club Atlético Unión (Santiago de Chile)
El Club Atlético Unión fue un club chileno de fútbol con sede en la ciudad de Santiago. Fue fundado en octubre de 1897, y se convirtió en la primera gran institución futbolística de la capital, y reconocido como el «club padre del fútbol santiaguino».
En 1903 fue uno de los clubes fundadores de la Asociación de Football de Santiago (AFS), y se proclamó vencedor de la primera edición de la Copa Subercaseaux, primer trofeo disputado en el fútbol de la capital. Además consiguió los títulos de Primera División de la AFS en 1904, y 1905.
Producto de los malos resultados deportivos, el club fue disuelto el 26 de junio de 1906.

## Historia

### Fundación y primeros años
El Club Atlético Unión fue fundado en la casa de los hermanos Ramsay en el mes de octubre de 1897, gracias a la fusión de los clubes «Santiago Athletic Club» —fundado en 1893— y «Santiago Rangers non Sunday Playing Club» —fundado en 1894—, además de algunos jugadores provenientes del Instituto Nacional de Chile. Es reconocido como el «club padre» del fútbol santiaguino, siendo dicho apodo extensivo a Juan Ramsay, fundador y jugador del club.
Durante su breve existencia, Atlético Unión se convirtió en el cuadro más poderoso de fines del siglo xix y comienzos del siglo xx en Santiago, y en conjunto con Santiago National fueron los encargados de enfrentarse a los poderosos cuadros de Valparaíso en esa época. Por otro lado, la escasez de clubes en la capital obligó al Atlético Unión a formar diversos equipos, con distintos nombres, para poder competir. Así, el club tenía a los teams «Wanderers», «Victoria», «Wilmington» y «Mapocho».

### Los triunfos en la Asociación de Football de Santiago

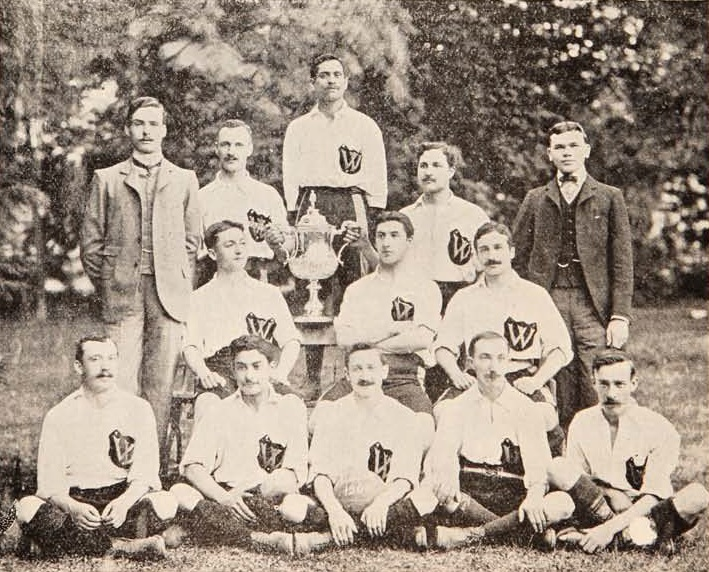
El team Wanderers del Atlético Unión, campeón de la Primera División de la Asociación de Football de Santiago en 1903.

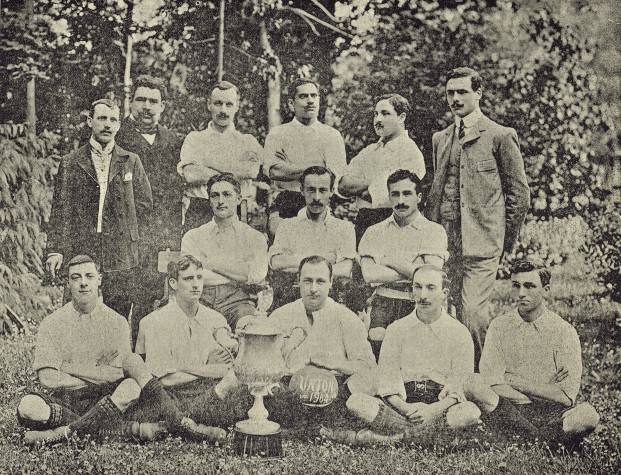
Atlético Unión, campeón de la Primera División de la Asociación de Football de Santiago en 1904.

El viernes 15 de mayo de 1903 se inscribió como uno de los clubes fundadores de la Asociación de Football de Santiago (AFS), y en conjunto con Britannia, Instituto Pedagógico, Santiago National, Thunder y Victoria, participó de la disputa de la Copa Subercaseaux de Primera División, en cuya primera edición resultó campeón con su team Wanderers, luego de vencer en la final a Thunder.
En 1904 se adjudicó el trofeo en forma definitiva, al conquistarlo por segunda temporada consecutiva. La formación de Atlético Unión en ese año era la siguiente: Juan Leiva; Juan Ramsay, Jorge Cabrera; F. C. Campbell, Frank Morrison, Carlos Menéndez; A. Taylor (capitán), Joe Ramsay, Fred Anderson, Hugh Sutherland y George Hood. En el año 1905 el cuadro ganó las Medallas Unión —reemplazo de la Copa Subercaseaux— ya que Magallanes no se presentó a la final.

### Disolución
Finalmente, producto de los malos resultados en cancha, el 26 de junio de 1906, Atlético Unión comunicó a la Asociación de Football de Santiago su resolución de disolverse. En honor al extinto club, desde 1907, la «Copa Subercaseaux» de la Primera División de la AFS pasó a denominarse «Copa Unión».

## Estadio
En 1903 hay registros que el Club Atlético Unión tenía una cancha de su propiedad en la Quinta Normal de Agricultura. Para 1904 poseían una cancha en la calle Carmen.

## Palmarés

### Títulos locales
- Primera División de la Asociación de Football de Santiago (3): 1903, 1904, 1905.[9]
- Copa Club Hípico (1): 1903.[9]
- Diploma Municipal (1): 1902.[9]